# Upplands runinskrifter 974
Upplands runinskrifter 974 är en runsten i Jädra i Vaksala socken i Uppland. Den står på den nordvästra spetsen av en skogsdunge mellan Jädra och Lillån, nära vägen från Vaksala kyrka mot Norrhällby.

### Inskriften i översättning

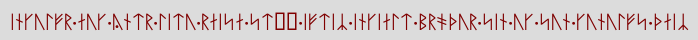
runslingan på U 974

## Inskriften

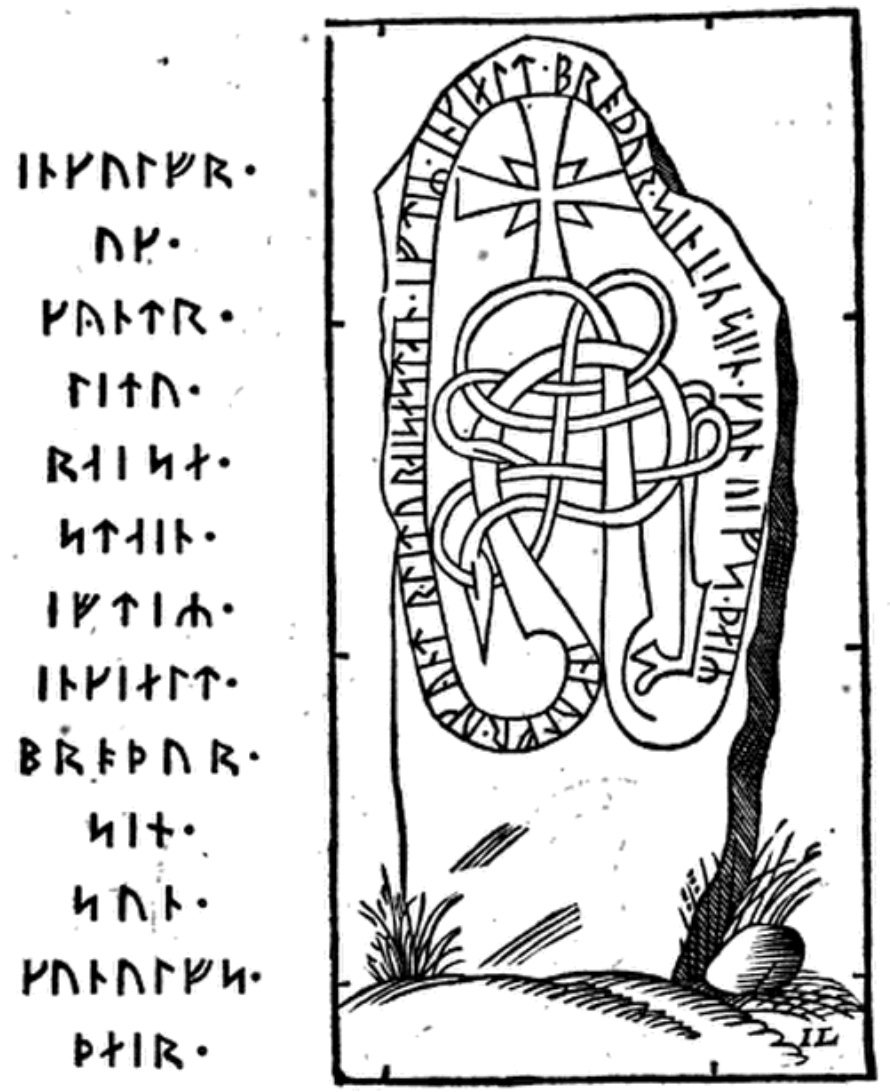
Upplands runinskrifter 974

### Inskriften i runor[2]
ᛁᚾᚴᚢᛚᚠᚱ᛫ᛅᚢᚴ᛫ᚤᚾᛏᚱ᛫ᛚᛁᛏᚢ᛫ᚱᛅᛁᛋᛅ᛫ᛋᛏ
ᛁᚠᛏᛁᛦ᛫ᛁᚾᚴᛁᛅᛚᛏ᛫ᛒᚱᚬᚦᚢᚱ᛫ᛋᛁᚾ
ᚢᚴ᛫ᛋᚢᚾ᛫ᚴᚢᚾᚢᛚᚠᛋ
ᚦᛅᛁᛦ

### Inskriften i translitterering
inkulfr auk yntr litu raisa st__
iftiR inkialt brudur sin
uk sun kunulfs
þaiR

### Inskriften i översättning[3]
"Ingulf och Önd de lät resa stenen
efter Ingjald, sin bror
och Gunnulfs son."

## Historia
Stenen var känd under 1600-talet men glömdes bort. Först i mitten av 1800-talet upptäcktes stenen igen. Stenen låg då med ristningen neråt mot marken och restes igen på samma plats där den fortfarande står.